# 高爾夫小子
《高爾夫小子》（DAN DOH!!）是由坂田伸宏創作的日本運動漫畫。1995年3月至2000年6月在小學館的少年漫畫雜誌《週刊少年Sunday》上連載。該漫畫後來被改編成26集動畫，於2004年4月至2004年9月在東京電視台播出。

## 外部連結
- Official anime website at TV Tokyo （日語）